# オーベルスト・ブレヒト (哨戒艇)
オーベルスト・ブレヒト（独: Oberst Brecht, A601）は、オーストリア陸軍の哨戒艇。艇名は技官のフリードリヒ・ブレヒト大佐（Friedrich Brecht-Labrès 1908年12月11日 - 1958年4月10日）にちなむ。

## 艦歴
オーベルスト・ブレヒトは、ニーダーエスターライヒ州コルノイブルクのコルノイブルク造船所で建造され、1958年1月20日に進水、同年10月14日に就役し、オーストリア軍に引き渡された。オーベルスト・ブレヒトはドナウ川警備用哨戒艇9隻のうちの1番艇として調達されたが、予算の都合により2隻目のニーダーエスターライヒ（Niederösterreich A604）のみで調達はキャンセルされ、この2隻により哨戒艇戦隊が編成された。
2003年から2004年にかけて近代化改修が行われ、艦橋窓やマストの変更、ダズル迷彩による塗装等が行われた。2006年8月1日に退役し、ウィーン軍事史博物館に引き渡されて「ニーダーエスターライヒ」とともに保存されている。